# Clepsis nevadae
Clepsis nevadae es una especie de polilla del género Clepsis, categorizada en la tribu Archipini, de la subfamilia Tortricinae.

## Distribución
Se distribuye por Venezuela.

## Taxonomía
Fue descrita por Razowski & Wojtusiak en 2006 y publicada en (Clepsis), SHILAP Revta. Lepid. 34: 52.